# DDR-Fußballmeisterschaft der Jugend 1966
Die DDR-Fußballmeisterschaft der Jugend 1966 war die 9. Auflage dieses Wettbewerbes, der vom Jugendausschuss der Sektion Fußball (DDR) durchgeführt wurde. Der Wettbewerb begann am 15. Mai 1966 mit der Vorrunde und endete am 9. Juli 1966 mit dem Wiederholungsspiel des Finals in Zeitz. Den Meistertitel errang die Mannschaft des 1. FC Magdeburg, die im Wiederholungsspiel des Finals gegen den 1. FC Lokomotive Leipzig gewann.

## Teilnehmende Mannschaften
An der DDR-Fußballmeisterschaft der Jugend (B-Jugend) für die Altersklasse (AK) 14–16 nahmen die Bezirksmeister der 14 Bezirke auf dem Gebiet der DDR sowie der Meister aus Ost-Berlin teil. Spielberechtigt waren Spieler bis zum 16. Lebensjahr (Stichtag: 1. Juni 1949 bis 31. Mai 1951).
Folgende Mannschaften qualifizierten sich für die DDR-Fußballmeisterschaft der Jugend:
| - Bezirk Rostock F.C. Hansa Rostock - Bezirk Schwerin BSG Motor Schwerin - Bezirk Neubrandenburg BSG Einheit Teterow - Bezirk Potsdam BSG Empor Neuruppin - Ost-Berlin BFC Dynamo | - Bezirk Frankfurt (Oder) FSG Dynamo Frankfurt - Bezirk Magdeburg 1. FC Magdeburg - Bezirk Halle HFC Chemie - Bezirk Leipzig 1. FC Lokomotive Leipzig - Bezirk Cottbus BSG Aktivist Laubusch | - Bezirk Dresden FSV Lokomotive Dresden - Bezirk Karl-Marx-Stadt BSG Motor Zwickau - Bezirk Erfurt BSG Motor Rudisleben-Ichtershausen - Bezirk Gera BSG Wismut Gera - Bezirk Suhl BSG Motor Sonneberg |

## Modus
Die Bezirksmeister wurden in der Vorrunde in vier Staffeln aufgeteilt und spielten in einer Doppelrunde nach dem Modus „Jeder gegen Jeden“ die Teilnehmer für die Zwischenrunde aus. In der Zwischenrunde ermittelten die vier Staffelsieger der Vorrunde in zwei Paarungen die Finalteilnehmer.

## Vorrunde

### Staffel 1
Spiele
| Datum                    |                     |   |                     | Hinspiel | Rückspiel |
| ------------------------ | ------------------- | - | ------------------- | -------- | --------- |
| So 15. Mai / So 05. Juni | F.C. Hansa Rostock  | – | BSG Motor Schwerin  | 1:1      | 3:1       |
| So 15. Mai / So 05. Juni | BSG Einheit Teterow | – | 1. FC Magdeburg     | 0:5      | 0:4       |
| Do 19. Mai / So 12. Juni | BSG Motor Schwerin  | – | BSG Einheit Teterow | 3:0      | 6:0       |
| Do 19. Mai / So 12. Juni | 1. FC Magdeburg     | – | F.C. Hansa Rostock  | 1:0      | 1:0       |
| So 22. Mai / So 19. Juni | F.C. Hansa Rostock  | – | BSG Einheit Teterow | 10:00    | 5:0       |
| So 22. Mai / So 19. Juni | BSG Motor Schwerin  | – | 1. FC Magdeburg     | 1:0      | 1:6       |

Abschlusstabelle
| Pl. | Mannschaft          | Sp. | S | U | N | Tore    | Diff. | Punkte |
| --- | ------------------- | --- | - | - | - | ------- | ----- | ------ |
| 1.  | 1. FC Magdeburg     | 6   | 5 | 0 | 1 | 017:200 | +15   | 10:20  |
| 2.  | F.C. Hansa Rostock  | 6   | 3 | 1 | 2 | 019:400 | +15   | 07:50  |
| 3.  | BSG Motor Schwerin  | 6   | 3 | 1 | 2 | 013:100 | +3    | 07:50  |
| 4.  | BSG Einheit Teterow | 6   | 0 | 0 | 6 | 000:330 | −33   | 0:12   |

### Staffel 2
Spiele
| Datum                    |                          |   |                          | Hinspiel | Rückspiel |
| ------------------------ | ------------------------ | - | ------------------------ | -------- | --------- |
| So 15. Mai / So 05. Juni | BFC Dynamo               | – | BSG Empor Neuruppin      | 1:0      | 3:2       |
| So 15. Mai / So 05. Juni | FSG Dynamo Frankfurt     | – | 1. FC Lokomotive Leipzig | 2:3      | 0:8       |
| Do 19. Mai / So 12. Juni | BSG Empor Neuruppin      | – | FSG Dynamo Frankfurt     | 2:1      | 0:2       |
| Do 19. Mai / So 12. Juni | 1. FC Lokomotive Leipzig | – | BFC Dynamo               | 2:1      | 1:0       |
| So 22. Mai / So 19. Juni | BFC Dynamo               | – | FSG Dynamo Frankfurt     | 6:0      | 7:0       |
| So 22. Mai / So 19. Juni | BSG Empor Neuruppin      | – | 1. FC Lokomotive Leipzig | 1:1      | (1)       |

Abschlusstabelle
| Pl. | Mannschaft               | Sp. | S | U | N | Tore    | Diff. | Punkte |
| --- | ------------------------ | --- | - | - | - | ------- | ----- | ------ |
| 1.  | 1. FC Lokomotive Leipzig | 6   | 5 | 1 | 0 | 015:400 | +11   | 11:10  |
| 2.  | BFC Dynamo               | 6   | 4 | 0 | 2 | 018:500 | +13   | 08:40  |
| 3.  | BSG Empor Neuruppin      | 6   | 1 | 1 | 4 | 005:800 | −3    | 03:90  |
| 4.  | FSG Dynamo Frankfurt     | 6   | 1 | 0 | 5 | 005:260 | −21   | 02:10  |

### Staffel 3
Spiele
| Datum                    |                        |   |                       | Hinspiel | Rückspiel |
| ------------------------ | ---------------------- | - | --------------------- | -------- | --------- |
| So 15. Mai / So 05. Juni | FSV Lokomotive Dresden | – | BSG Motor Zwickau     | 1:2      | 5:1       |
| Do 19. Mai / So 12. Juni | BSG Motor Zwickau      | – | BSG Aktivist Laubusch | 4:0      | 2:0       |
| So 22. Mai / So 19. Juni | FSV Lokomotive Dresden | – | BSG Aktivist Laubusch | 4:1      | 13:00     |

Abschlusstabelle
| Pl. | Mannschaft             | Sp. | S | U | N | Tore    | Diff. | Punkte |
| --- | ---------------------- | --- | - | - | - | ------- | ----- | ------ |
| 1.  | FSV Lokomotive Dresden | 4   | 3 | 0 | 1 | 023:400 | +19   | 06:20  |
| 2.  | BSG Motor Zwickau      | 4   | 3 | 0 | 1 | 009:600 | +3    | 06:20  |
| 3.  | BSG Aktivist Laubusch  | 4   | 0 | 0 | 4 | 001:230 | −22   | 0:80   |

### Staffel 4
Spiele
| Datum                    |                                    |   |                                    | Hinspiel | Rückspiel |
| ------------------------ | ---------------------------------- | - | ---------------------------------- | -------- | --------- |
| So 15. Mai / So 05. Juni | HFC Chemie                         | – | BSG Wismut Gera                    | 2:0      | 2:0       |
| So 15. Mai / So 05. Juni | BSG Motor Rudisleben-Ichtershausen | – | BSG Motor Sonneberg                | 3:0      | 1:2       |
| Do 19. Mai / So 12. Juni | BSG Wismut Gera                    | – | BSG Motor Rudisleben-Ichtershausen | 2:0      | 1:3       |
| Do 19. Mai / So 12. Juni | BSG Motor Sonneberg                | – | HFC Chemie                         | 1:3      | 0:4       |
| So 22. Mai / So 19. Juni | HFC Chemie                         | – | BSG Motor Rudisleben-Ichtershausen | 0:0      | 2:1       |
| So 22. Mai / So 19. Juni | BSG Wismut Gera                    | – | BSG Motor Sonneberg                | 3:0      | 3:5       |

Abschlusstabelle
| Pl. | Mannschaft                         | Sp. | S | U | N | Tore    | Diff. | Punkte |
| --- | ---------------------------------- | --- | - | - | - | ------- | ----- | ------ |
| 1.  | HFC Chemie                         | 6   | 5 | 1 | 0 | 013:200 | +11   | 11:10  |
| 2.  | BSG Motor Rudisleben-Ichtershausen | 6   | 2 | 1 | 3 | 008:700 | +1    | 05:70  |
| 3.  | BSG Wismut Gera                    | 6   | 2 | 0 | 4 | 009:120 | −3    | 04:80  |
| 4.  | BSG Motor Sonneberg                | 6   | 2 | 0 | 4 | 008:170 | −9    | 04:80  |

## Zwischenrunde
In der Zwischenrunde ermittelten die vier Staffelsieger der Vorrunde in zwei Paarungen die Teilnehmer für das Finale.
| Datum                     |                 | Gesamt |                          | Hinspiel | Rückspiel |
| ------------------------- | --------------- | ------ | ------------------------ | -------- | --------- |
| Mi 22. Juni / So 26. Juni | HFC Chemie      | 3:3    | 1. FC Lokomotive Leipzig | 1:0      | 2:3       |
| Mi 22. Juni / So 26. Juni | 1. FC Magdeburg | 3:3    | FSV Lokomotive Dresden   | 1:2      | 2:1       |

### Entscheidungsspiele
| Datum                  |                          | Ergebnis |                        | Spielort   |
| ---------------------- | ------------------------ | -------- | ---------------------- | ---------- |
| Mi 29. Juni, 17:00 Uhr | 1. FC Lokomotive Leipzig | :        | HFC Chemie             | Schkeuditz |
| Mi 29. Juni, 17:00 Uhr | 1. FC Magdeburg          | :        | FSV Lokomotive Dresden | Leipzig    |

## Spiel um Platz 3
Das Spiel um Platz 3 wurde im Sportforum Leipzig ausgetragen.
| Datum                  |            | Ergebnis |                        |
| ---------------------- | ---------- | -------- | ---------------------- |
| Sa 02. Juli, 14:00 Uhr | HFC Chemie | 2:1      | FSV Lokomotive Dresden |

## Finale
Das Finale fand als Vorspiel des Länderspiels DDR – Chile im Leipziger Zentralstadion statt.
| Paarung                  | 1. FC Lokomotive Leipzig – 1. FC Magdeburg |
| Ergebnis                 | 1:1 n. V. (1:1, 1:0) |
| Datum                    | Samstag, 2. Juli 1966 um 14:45 Uhr |
| Stadion                  | Zentralstadion, Leipzig |
| Zuschauer                | 5.000 |
| Schiedsrichter           | Kurt Weber (Limbach) |
| Tore                     | 0:1 Posorski (1.) 1:1 Spott (57.) |
| 1. FC Lokomotive Leipzig | Pötzsch – Neupert, Peter Müller, Heidecke – Walzel, Frank Ackermann – Walther, Heine, Kaubitzsch, Spott, Koch Cheftrainer: Peter Gießner                                         |
| 1. FC Magdeburg          | Frank Blochwitz – Jörg Ernst, Hartmut Müller, Hoppe – Zarabski, Lutz Lindemann – Hans-Hermann Herbst, Wiswede, Ludwig Posorski, Peter Zierau, Jentzsch Cheftrainer: Hans Kapitza |

Wiederholungsspiel

Das Wiederholungsspiel fand als Vorspiel des Endspiels um die Juniorenmeisterschaft HFC Chemie – TSG Wismar im Ernst-Thälmann-Stadion von Zeitz statt.
| Paarung                  | 1. FC Magdeburg – 1. FC Lokomotive Leipzig |
| Ergebnis                 | 5:2 (2:0) |
| Datum                    | Samstag, 9. Juli 1966 um 16:00 Uhr |
| Stadion                  | Ernst-Thälmann-Stadion, Zeitz |
| Zuschauer                | 1.500 |
| Schiedsrichter           | Manfred Heinemann (Erfurt) |
| Tore                     | 1:0 Wiswede (7.) 2:0 Posorski (14.) 3:0 Posorski (34.) 4:0 Wiswede (43.) 4:1 Müller (51.) 4:2 Walther (56.) 5:2 Zierau (59.)                                                        |
| 1. FC Magdeburg          | Frank Blochwitz – Jörg Ernst, Hartmut Müller, Hoppe – Zarabski, Lutz Lindemann – Hans-Hermann Herbst, Wiswede, Ludwig Posorski, Peter Zierau, Bernd Bosse Cheftrainer: Hans Kapitza |
| 1. FC Lokomotive Leipzig | Pötzsch – Neupert, Peter Müller, Heidecke – Frank Ackermann, Baase – Walther, Heine, Walzel, Spott, Koch Cheftrainer: Peter Gießner                                                 |